# Keratoisis siemensii
Keratoisis siemensii är en korallart som beskrevs av Studer 1878. Keratoisis siemensii ingår i släktet Keratoisis och familjen Isididae. Inga underarter finns listade i Catalogue of Life.